# Deutsches Lesebuch für höhere Lehranstalten (Hannover)
Das Deutsche Lesebuch für höhere Lehranstalten war ein im 19. Jahrhundert erstmals herausgegebenes Lesebuch für die Höheren Lehranstalten auf dem Gebiet der von Preußen dominierten Gliedstaaten des Deutschen Kaiserreichs. Das Werk kam als Erstausgabe 1880 heraus als Gemeinschaftsproduktion der in Hannover tätigen Pädagogen Robert Koths, Gymnasiallehrer am Lyceum II, Karl Waldemar Meyer, „Dirigent der Leibniz-Realschule“, und Albert Schuster, Direktor der Realschule I. Ordnung zu Hannover. Der erste Teil des mehrbändigen und im Verlag der Helwingschen Verlagsbuchhandlung erschienenen Werkes bildete den Lesestoff für die Schüler der Sexta bis einschließlich der Untertertia. Nach 37 Jahren erschien während des Ersten Weltkriegs im Jahr 1917 die 10. Auflage von Teil 2 für die 1. Vorklasse.
Zu den Verfassern des Werkes zählten Anfang des 20. Jahrhunderts zudem Wilhelm Fiehn und Heinrich Schaefer. In einer Rezension zur Erstausgabe qualifizierte die in Wien erschienene Zeitschrift für die österreichischen Gymnasien das Lesebuch als „eine erfreuliche Leistung“: Die Verfasser hätten schon in ihrem 1879 bei Helwing erschienenen „Geleitschreiben“  bewiesen, dass sie den seinerzeit bevorzugten Aufgaben und Lösungen eines solchen „deutschen“ Lesebuches anschaulich nach ihren Grundsätzen Gestalt geben konnten. Dies habe sich vor allem in den vielfältigen Gliederungen des Lesestoffes wie beispielsweise bei den Sagen gezeigt.